# Sgrafito

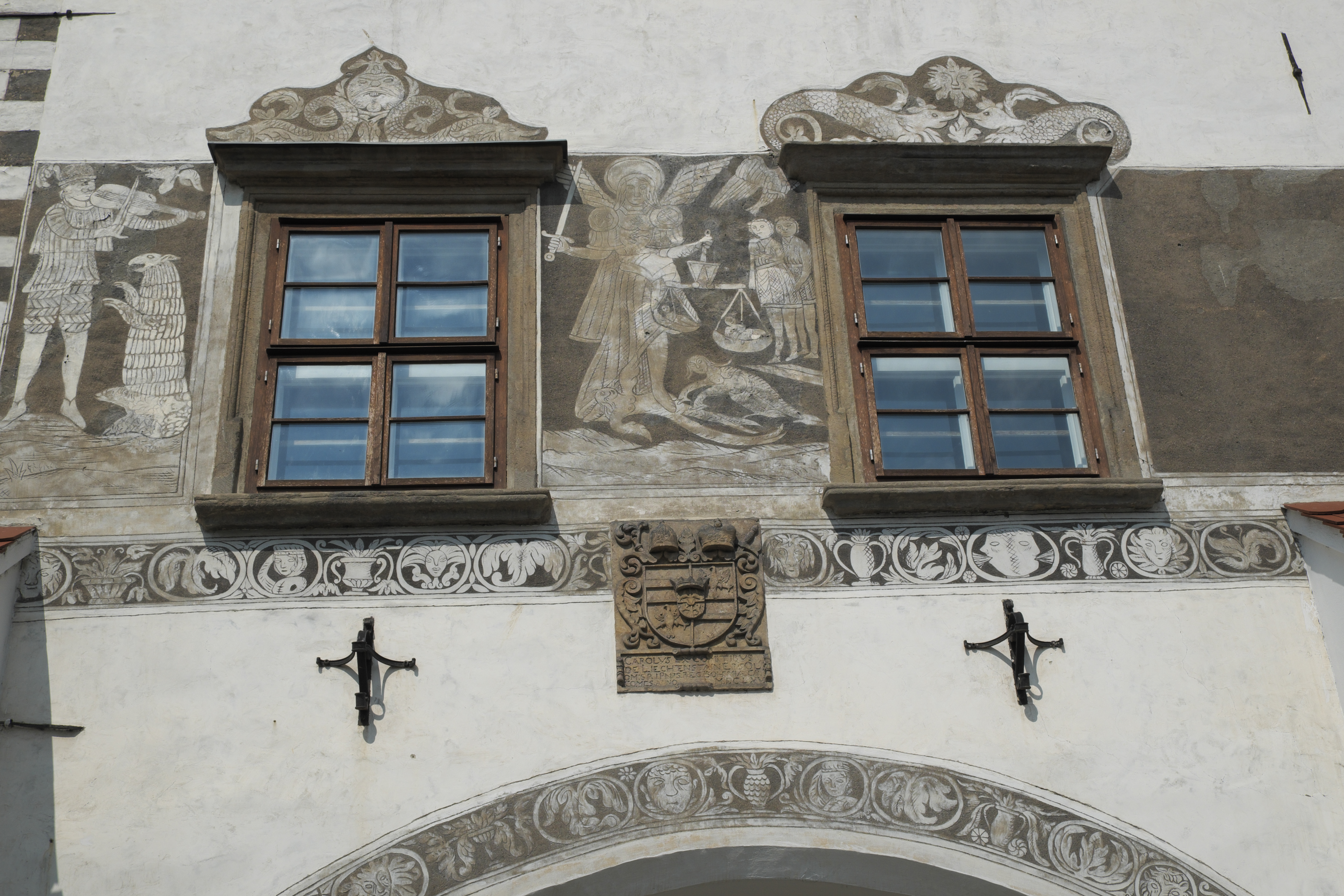
Renesanční figurální sgrafito s biskupským erbem na Regentském domě v Kroměříži

Sgrafito je technika grafické výzdoby omítkových povrchů staveb, která vznikla a prodělala největší rozkvět v období renesance a znovu v novorenesanci. Princip renesančního sgrafita spočívá v nanesení bílé vrstvy (intonaco bianco) na probarvenou vrstvu omítky (intonaco colorato). Bílá vrstva se za čerstva odrývá na probarvenou. Odhalená kontrastující spodní vrstva pak tvoří požadovanou dekoraci vnější fasády, případně i stěn interiérů staveb. Motiv sgrafita bývá figurální nebo ornamentální, charakteristická jsou obdélníková tzv. psaníčka (psaníčkové sgrafito = obálka).

## Popis techniky
Dvoubarevného sgrafitového vzoru se dosahuje tak, že spodní vrstva tmavé omítky obarvená podle tradičního renesančního způsobu jemně mletým uhlím nebo popelem ze spálené slámy se nechá zaschnout a do svrchní tenké vrstvy omítky světlé barvy zpravidla s hlazeným povrchem se za vlhka proškrabují vzory. Je-li postup opačný ve smyslu, že spodní omítka je světlá a vzory jsou proškrabovány do svrchní tmavé omítky, vzniká tzv. kontrasgrafito. Často je postup zjednodušován tak, že se vzory proškrabují do jednobarevné světlé omítky. Po zdrsnění hladké plochy fasády vyrytím vzorů se zakrátko vlivem povětrnosti škrábané části v jednobarevné omítce barevně odliší.

## Druhy sgrafit

### Psaníčko

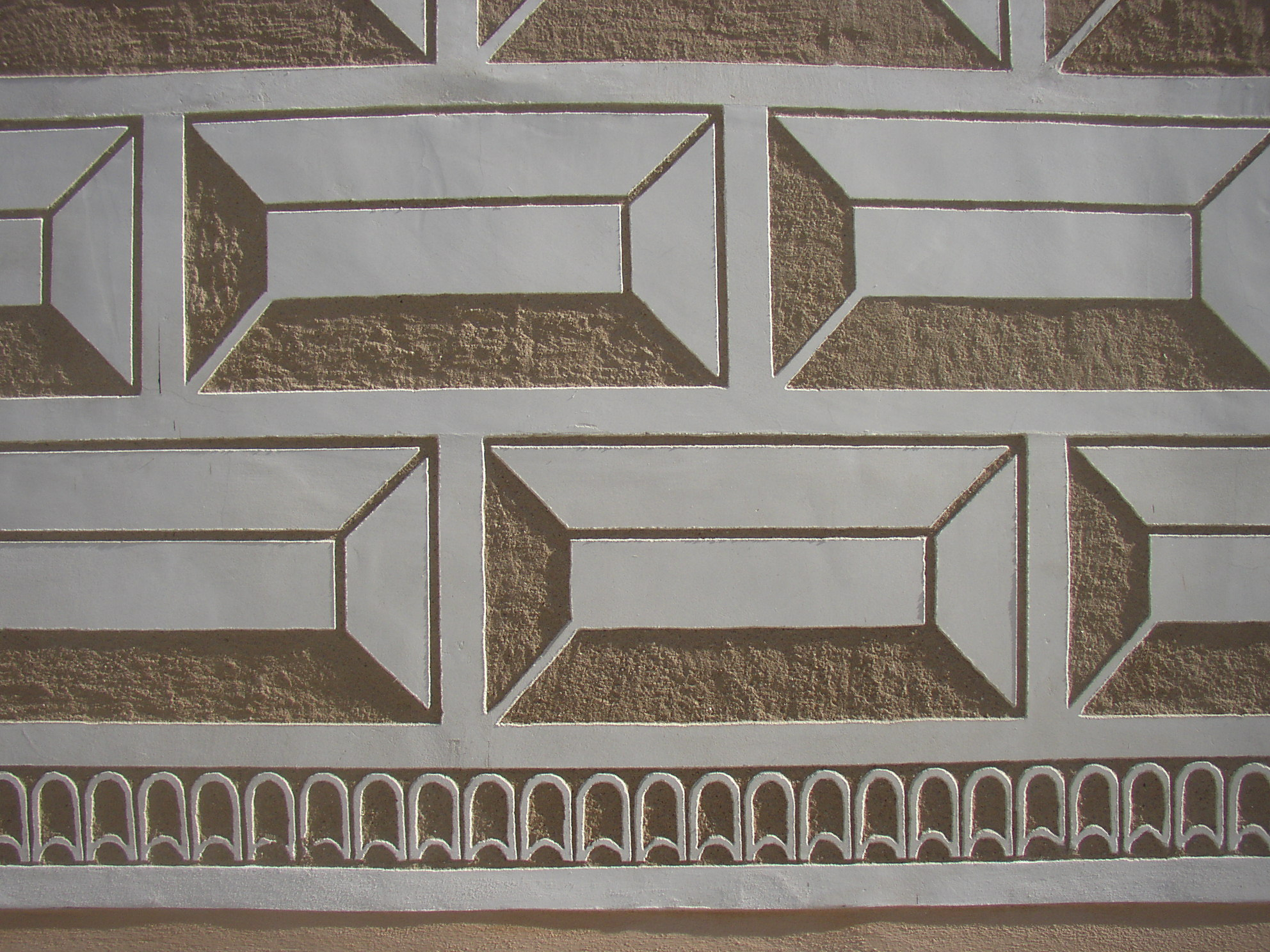
Detail psaníčkového sgrafita (zámek Březnice)

Forma skládající se z obdélníků rozdělených dvěma úhlopříčkami připomíná zadní stranu dopisní obálky. Fasáda zdobená psaníčkovým sgrafitem, napodobujícím iluzívně diamantový řez nebo pyramidovitě zašpičatělé stavební kvádry, vytváří dokonalý dojem plasticity.

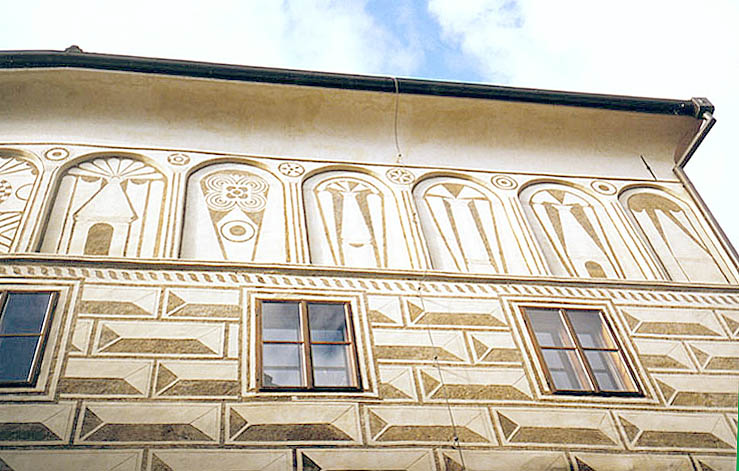
Nad psaníčky se nachází pás kobercového sgrafita (Český Krumlov).

### Kobercové sgrafito
Dalším, a to poměrně vzácným typem sgrafita, je sgrafito kobercové. Může být pásové (např. mořská vlna, esovitý pletenec) nebo plošné. Charakteristickým znakem je "zámek", jakési provázání ornamentu. V této souvislosti se hovoří dokonce o "ochranné funkci" sgrafita. Zámek má totiž bránit "rozvázání nebo proniknutí". Nejznámějším plošným kobercovým sgrafitem je sgrafito na fasádách zámku v Doudlebech nad Orlicí. 

### Figurální sgrafito

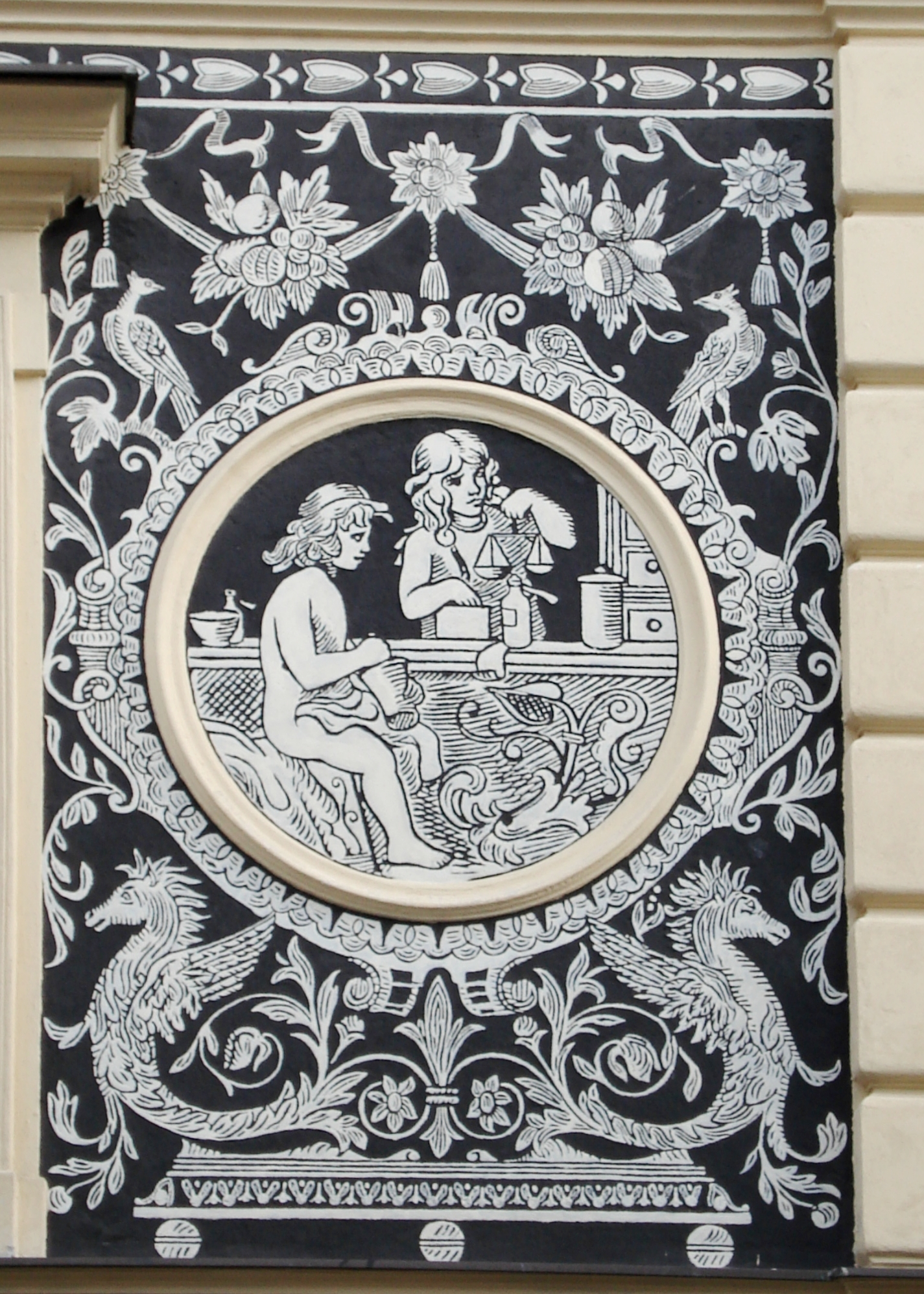
Sgrafitová výzdoba někdejší lékárny na Kladně podle návrhu Mikoláše Alše

Sgrafito může být geometricky členěno dalšími ornamenty nebo křivkami, rostlinnými či figurálními prvky. Figurální motivy sgrafita, obsahují většinou témata z antické řecké či římské mytologie, výjevy z Bible, především ze Starého zákona, postavy panovníků nebo různé alegorické postavy či výjevy.

## Sgrafito v Českých zemích v novorenesanci

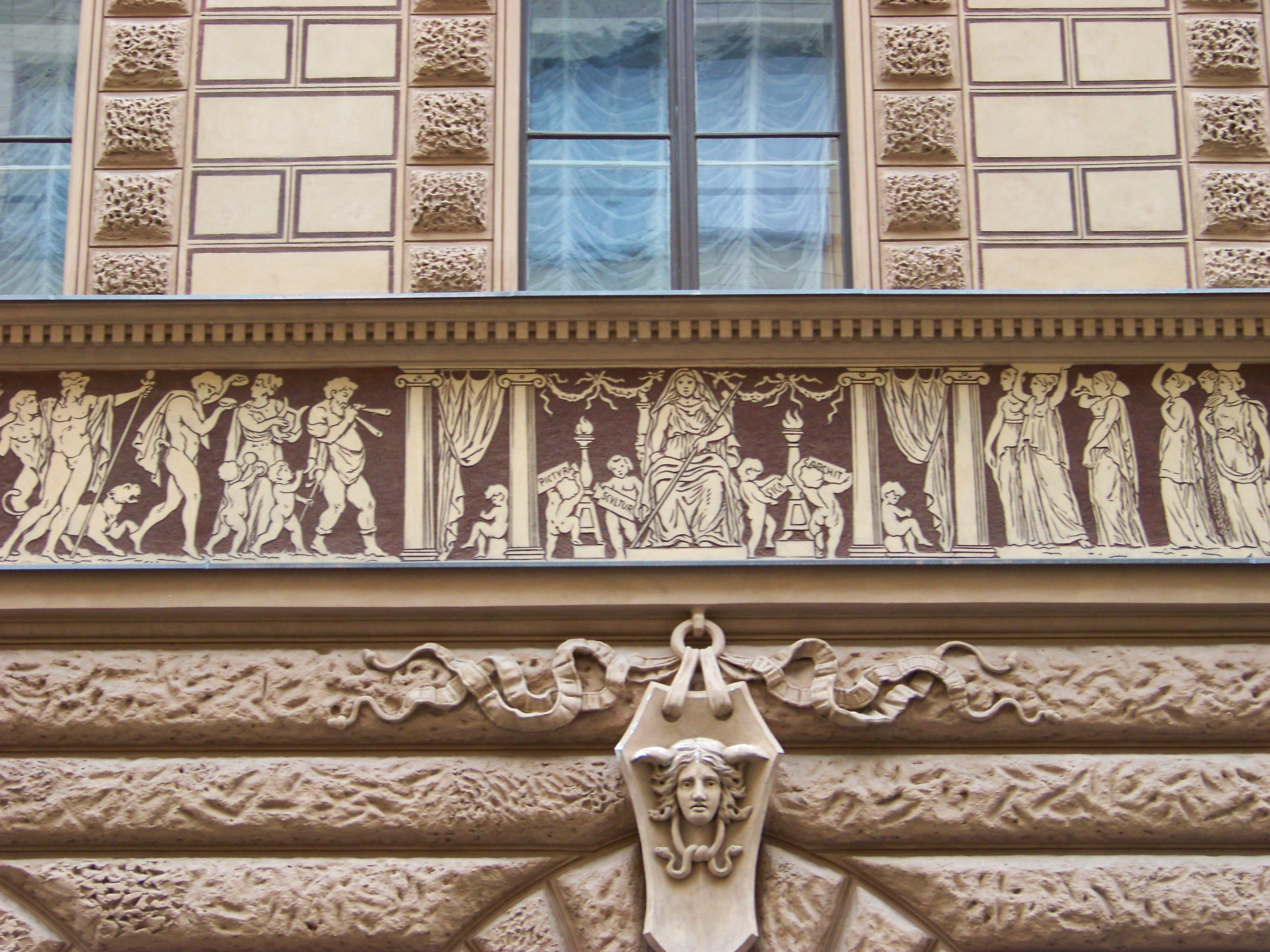
Sgrafita na domě Bohuslava Schnircha – Mikovcova 5

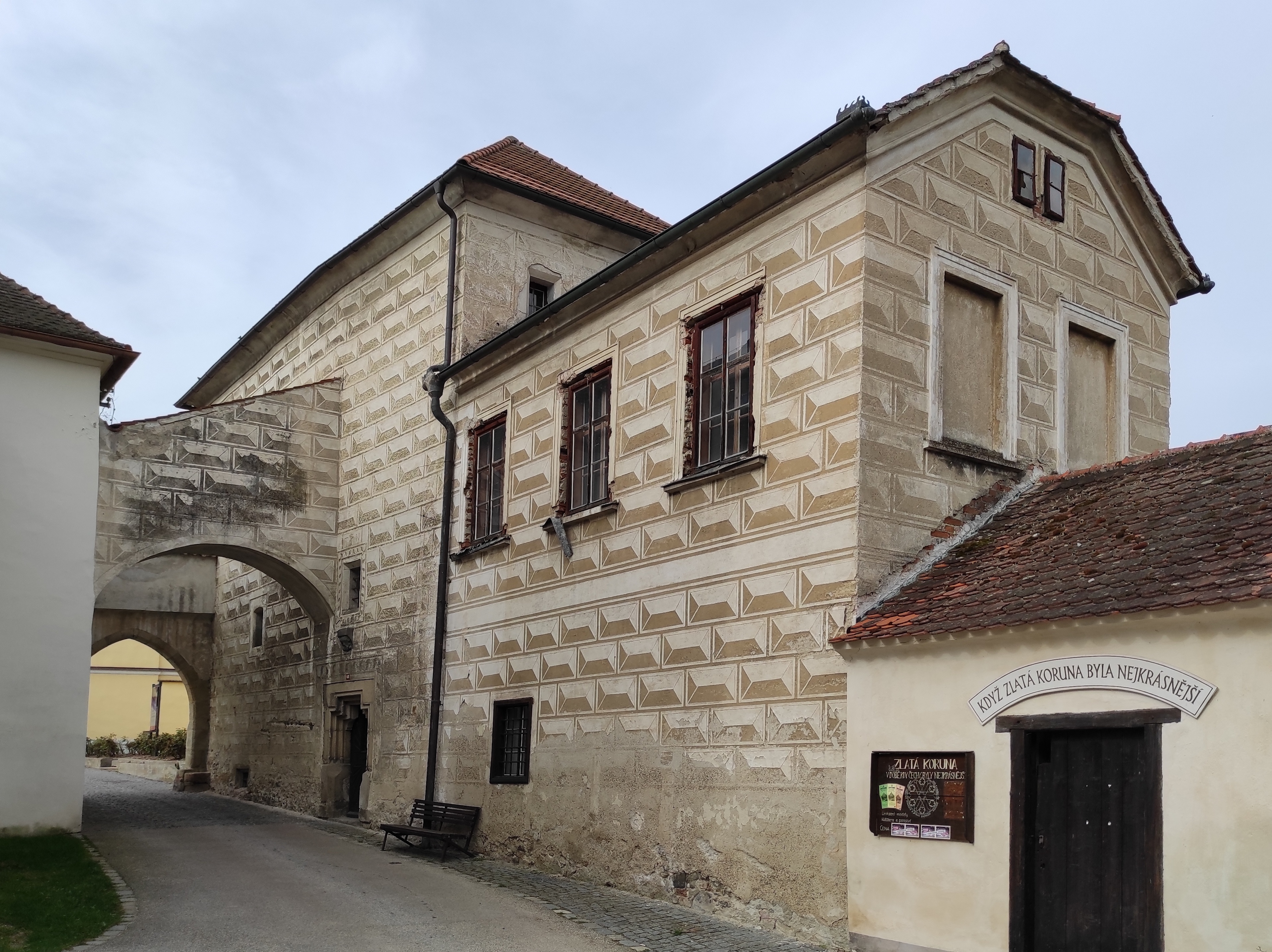
Dům čp. 40, původně gotická bašta, později fara v areálu kláštera ve Zlaté Koruně

Důležitým prvkem výzdoby novorenesančních domů jsou právě sgrafita. Jako první sgrafita v Praze navrhl Vojtěch Ignác Ullmann v roce 1867 na budově Vyšší dívčí školy v Praze ve Vodičkově ulici. O rozšíření sgrafit v pražské novorenesanční architektuře se významně zasloužil architekt Josef Schulz, podle jehož návrhu se rekonstruoval Schwarzenberský palác v roce 1870. V rámci přípravy této rekonstrukce prakticky ověřoval metody tvorby sgrafitové výzdoby fasád v 15. a 16. století v českých klimatických podmínkách podle dochovaných receptur. Schulzovou zásluhou se zájem o sgrafita rozšířil a řada českých architektů je začala uplatňovat ve výzdobě novorenesančních činžovních domů a hledala inspiraci ve výzdobě renesančních domů. O uplatnění sgrafit například referoval Jan Koula v článku "Domy pp.architektů V. Skučka a J. Zeyera" a své zkušenosti se sgrafity publikoval i malíř Láďa Novák, který často na fasádách domů tvořil výzdobu podle Alšových kartonů. O uplatnění sgrafit na fasádách nájemních domů a veřejných budov se významně zasloužil architekt Antonín Wiehl. Mezníkem Wiehlovy tvorby je dům čp. 1035/I. v Poštovské ulici, který Wiehl navrhl ve spolupráce s dalšími umělci: sgrafita jsou navržena Františkem Ženíškem. Sgrafitová fasáda domu je ukončená lunetovou římsou, což bylo v té době ojedinělé řešení. Wiehl lunetovou římsu zapracoval do projektu až v průběhu stavby a inspiroval se Schwarzenberským palácem v Praze po Schulzově rekonstrukcí (podobně se tímto palácem inspiroval u atiky a lunet se grafity Fary u sv. Petra v Praze. Wiehlův kolega architekt Jan Koula jeho úsilí definoval v roce 1883 ve Zprávách Spolku architektů jako "výklad o vývoji a stylu A. Wiehla" "........Wiehl bojuje o nové vyjádření architektonické na základě vzorů, pro Prahu a Čechy XVI. a XVII. století typických a ukázal k nim po prvé, když postavil svůj "sgrafitový domek" v Poštovské ulici. Od té doby pilně sbíral památky naší renesance, studovala je a kde mu bylo možno, hleděl jich užíti na svých stavbách. Wiehlovým přičiněním mluví se o "české renesanci; cítíme oprávněnost tohoto názvu, ale nikdo dosud nestanovil přesně, v čem ráz těch staveb záleží...."

### Novorenesanční domy se sgrafity navržené Antonínem Wiehlem[10][11]
- Dům Bohuslava Schnircha v Mikovcově ulici čp. 548/5 na Vinohradech, autory výzdoby jsou Schnirch a Fr. Ženíšek (1875)[12][13]
- Dům čp. 1035/17 v ulici Karolíny Světlé Wiehl stavěl spolu se J. Zeyerem. Autory výzdoby jsou Ženíšek a Myslbek (1876)[14][15][16]
- Nárožní Dům U Mladých Goliášů čp. 527/I ve Skořepce Praha 1 Staré Město, Jilská 2, Skořepka 1. Wiehl postavil s Karlem Gemperlem. Návrhy sgrafit Mikoláš Aleš (1888–1889)[17][18][19][20]
- Nárožní dům čp. 542 ve Zborovské ulici 42 na Smíchově. Wiehl postavil s Karlem Gemperlem. Návrhy plastik J. V. Myslbek (1885)
- Nárožní dům čp. 1682 Na Poříčí (or. č. 18), (Havlíčkova č. o. 15). Wiehl postavil s Karlem Gemperlem (1886)[21]
- Vlastní nárožní Wiehlův dům čp.792 na Václavském náměstí autoři výzdoby Aleš a Josef Fanta (1894–96)[21][22]